# Rio Făgeţel (Bistriţa)
O Rio Făgeţel (Bistriţa) é um rio da Romênia, afluente do Coşna, localizado no distrito de Suceava.